# Marouane Fellaini
Marouane Fellaini-Bakkioui (* 22. November 1987 in Etterbeek) ist ein ehemaliger belgischer Fußballspieler mit marokkanischen Wurzeln, der über zehn Jahre lang in der belgischen Nationalmannschaft aktiv war.

## Privates
Marouane Fellaini wurde als Sohn marokkanischstämmiger Eltern in Etterbeek, einem Vorort von Brüssel, geboren. Sein Vater, Abdellatif, ist ein ehemaliger Fußballtorwart.

## Karriere

### Im Verein

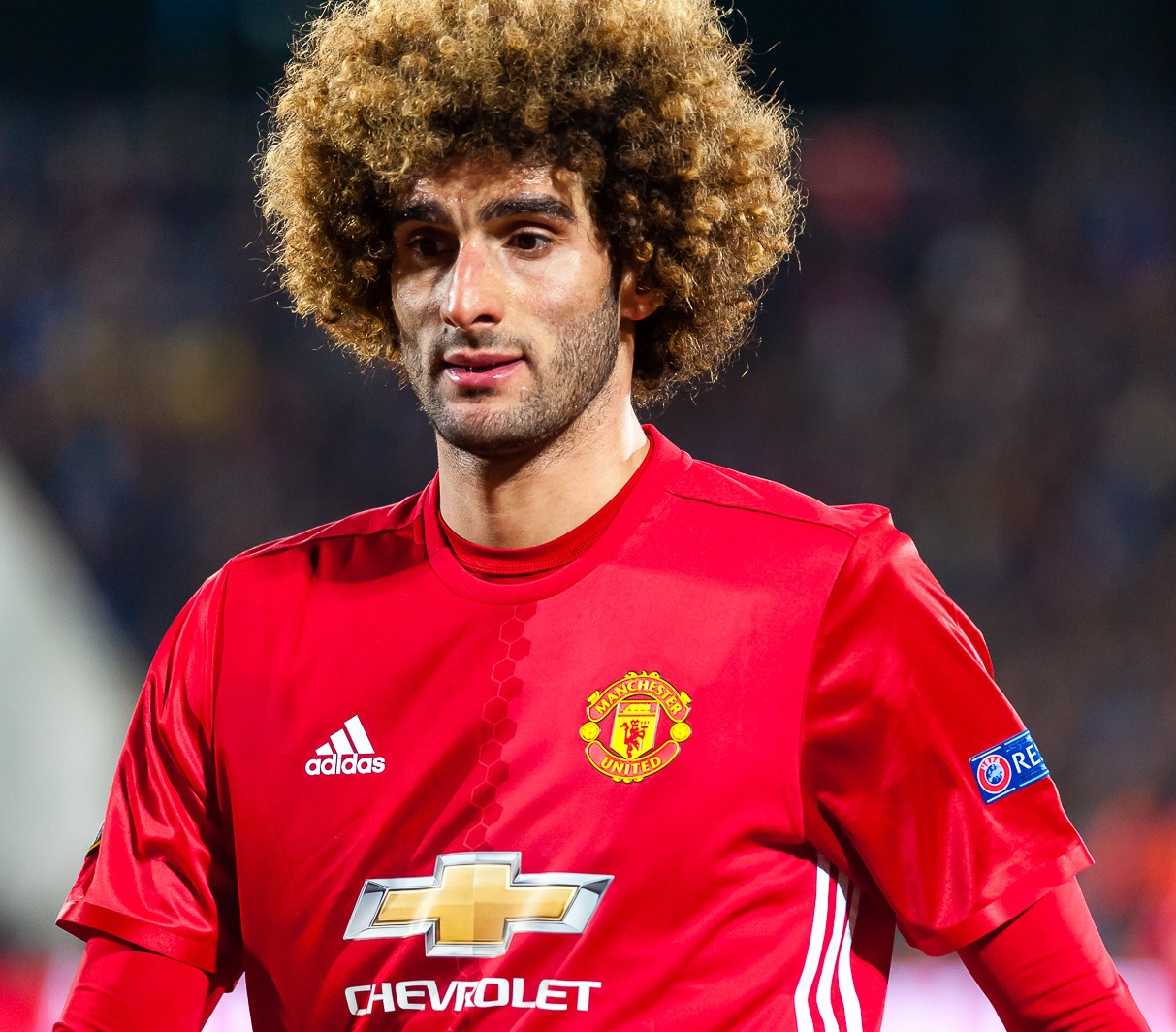
Fellaini im Trikot von Manchester United (2017)

Fellaini lernte das Fußballspielen in der Jugend des RSC Anderlecht. Seine Profikarriere begann er allerdings 2006 bei Standard Lüttich. In diesem Verein wurde er in den kommenden Jahren eine feste Größe und konnte in der Saison 2007/08 die belgische Meisterschaft gewinnen. Dies war Lüttichs erster Meistertitel seit 25 Jahren. Aufgrund seiner Leistungen in dieser Saison belegte Fellaini den dritten Platz bei der Wahl zu Belgiens Fußballer des Jahres.
Nach der Saison wechselte er für £15 Millionen für fünf Jahre nach England zum FC Everton. Dies war sowohl für Everton als auch für einen belgischen Spieler allgemein ein neuer Transferrekord. Zum ersten Mal lief er für Everton am 4. Spieltag der Saison 2008/09 beim 3:2-Erfolg gegen Stoke City auf. Seinen ersten Treffer in der Premier League schoss er am 7. Spieltag beim 2:2-Unentschieden gegen Newcastle United.
In der Partie gegen Manchester United am 9. Spieltag sicherte sein Treffer den Toffees einen Punkt.
Am 2. September 2013 wechselte Fellaini am letzten Tag der Transferperiode innerhalb der Liga für 27,5 Mio. Pfund Sterling (rund 32. Mio. Euro) zu Manchester United. In seiner ersten Saison bei Manchester United konnte er nicht überzeugen. Außerdem plagten ihn innerhalb der Saison zahlreiche Verletzungen.
Anfang Februar 2019 wechselte Fellaini in die Chinese Super League zu Shandong Luneng Taishan. Am ersten Spieltag der Saison 2020 schoss Fellaini gegen Dalian Professional einen Hattrick, der sein Team zum 3:2-Sieg führte.
Anfang Februar 2024 gab Fellaini sein Karriereende als Aktiver bekannt.

### In der Nationalmannschaft

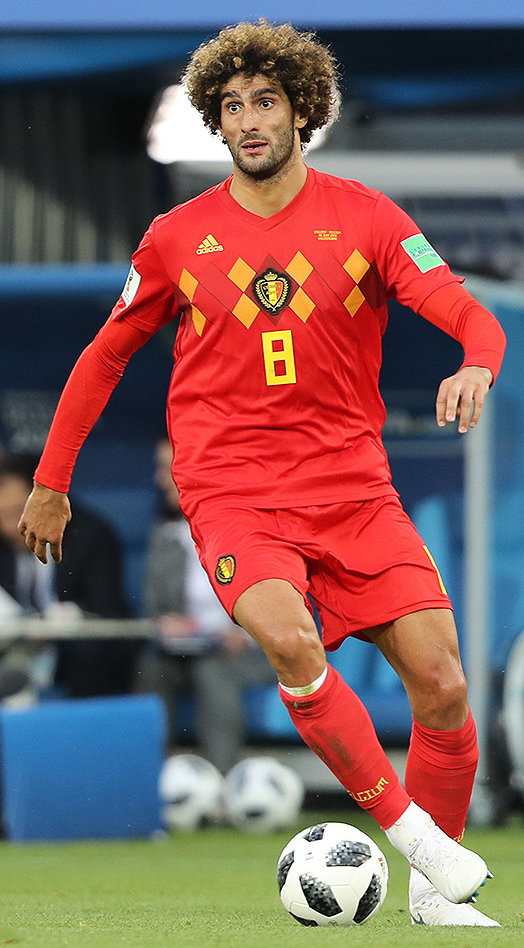
Fellaini bei der WM 2018

Im Jahr 2007 nahm Fellaini mit dem belgischen Team an der U-21-Fußball-Europameisterschaft in den Niederlanden teil und erreichte mit seiner Mannschaft das Halbfinale. Er lief in insgesamt drei Partien seiner Mannschaft auf, verpasste aber das Spiel gegen die Niederlande, nachdem er gegen Israel bereits nach 18 Minuten die gelb-rote Karte gesehen hatte.
Auch beim vierten Platz der Belgier bei den Olympischen Spielen 2008 in Peking stand Fellaini im Kader. Hier bestritt er aber nur eine Partie und kam nach einer gelb-roten Karte gegen Brasilien in den restlichen Begegnungen der Belgier nicht mehr zum Einsatz.
In der belgischen Nationalmannschaft entwickelte er sich im Laufe der Zeit zu einer Alternative im Mittelfeld und kam sowohl in der Qualifikation zur WM 2010 als auch zur EM 2012 zum Einsatz, verpasste jedoch die Qualifikation für beide Turniere. Dies gelang dann in der Qualifikation zur WM 2014, als man vor Kroatien Gruppensieger wurde. Bei der Weltmeisterschaft erzielte er im ersten Gruppenspiel gegen Algerien fünf Minuten nach seiner Einwechslung den Treffer zum zwischenzeitlichen 1:1-Ausgleich. In den folgenden Gruppenspielen sowie im Achtel- und Viertelfinale stand er dann jeweils in der Startelf, die im Viertelfinale gegen den späteren Vizeweltmeister Argentinien ausschied. Bei der folgenden Qualifikation zur EM 2016 kam er in acht von zehn Spielen zum Einsatz und erzielte dabei vier Tore. Anschließend wurde er in das EM-Aufgebot Belgiens aufgenommen. Er stand in Partie eins gegen Italien, die 0:2 verloren wurde, in der Stammelf. Danach wurde er in der Gruppenphase nicht mehr eingesetzt und im Achtelfinale gegen Ungarn saß er zunächst wieder auf der Bank. Erst in den Schlussminuten kam er ins Spiel. Im Viertelfinale wurde er bereits zur Halbzeit eingewechselt, das Spiel gegen Wales ging aber verloren und er schied mit seinem Team aus. Bei der Weltmeisterschaft 2018 wurde Fellaini zunächst in allen drei Vorrundenspielen eingewechselt. So auch im Achtelfinale, wo er den zwischenzeitlichen 2:2-Ausgleichstreffer, beim 3:2 gegen Japan, neun Minuten nach seiner Einwechslung erzielte.
Sein letzter Einsatz für die Nationalmannschaft erfolgte im Halbfinale der Weltmeisterschaft. Nachdem Fellaini bei den Spielen der Nationalmannschaft im Herbst 2018 nicht berücksichtigt worden war, erklärte er am 7. März 2019 seinen Rücktritt aus der Nationalmannschaft.

## Titel und Erfolge
- UEFA Europa League: 2017
- Englischer Pokalsieger: 2016
- Englischer Ligapokalsieger: 2017
- Englischer Supercup: 2016
- Belgischer Meister: 2008
- Ebbenhouten Schoen: 2008